# Chamaegeron keredjensis
Chamaegeron keredjensis là một loài thực vật có hoa trong họ Cúc. Loài này được (Bornm. & Gauba) Grierson mô tả khoa học đầu tiên năm 1982.